# Vaidas Slavickas
Vaidas Slavickas, né le 26 février 1986 à Marijampolė, est un footballeur international lituanien. Il évolue au poste de défenseur.

## Carrière
- 2005-déc. 2012 :  FK Sūduva Marijampolė
- jan. 2013-jan. 2014 :  FK Ekranas Panevėžys[2]
- fév. 2014-2015 :  FC Ceahlăul Piatra Neamț
- depuis 2015 :  FK Sūduva Marijampolė

## Palmarès
- champion de Lituanie en 2017
- Vice-champion de Lituanie en 2007
- Vainqueur de la Coupe de Lituanie en 2006 et 2009
- Vainqueur de la Supercoupe de Lituanie en 2009
- Vainqueur de la Ligue balte de football en 2010